# 可否认加密
在密码学和隐写术中，合情可否认加密描述了一种加密技术，其中某加密文件或信息的存在性在使对方无法证明明文存在的意义上可以否认。
用户可以合理地推諉，否認特定数据經加密，否認用户能解密特定数据，或否認特定加密数据存在。这种否認可能為真，也可能不是。例如，如果用户不合作，可能无法证明数据是加密的。如果数据是加密的，用户可能确实无法将其解密。可否认加密可以用来削弱攻击者对数据是加密的或数据拥有者能够解密并提供相关明文的信心。

## 功能
可否认加密使得在没有适当密钥的情况下证明明文消息的存在不可能。这可以通过使一个加密消息在使用不同密钥解密时得到不同的合理明文来实现。这使得发送者在被迫交出加密秘钥的情况下拥有合理的否认能力。这一概念被朱利安·阿桑奇和拉尔夫·温曼在 Rubberhose 文件系统中使用，并在一篇 1996 年由 Ran Canetti, Cynthia Dwork, Moni Naor 和 Rafail Ostrovsky 撰写的论文中详细讨论。